# Deptford
Deptford ist ein Stadtteil im Londoner Bezirk Lewisham. Er liegt am südlichen Ufer der Themse in South London.

## Geographie

### Geographische Lage
Deptford liegt nördlich von Brockley und Lewisham. Im Westen liegt der Stadtteil New Cross und nordwestlich der Stadtteil Rotherhithe. Durch den Deptford Creek wird der Stadtteil von Greenwich im Osten getrennt. Die Themse bildet die Grenze zu der nordöstlich gelegenen Isle of Dogs. Der gesamte Stadtteil gehört zum Postleitzahlengebiet SE8. Der unter dem Namen North Deptford bekannte Bereich des Stadtteils ist der einzige Teil des London Borough of Lewisham der direkt an die Themse grenzt. Dort befindet sich heute die Convoys Wharf.

### Demografie und Gliederung
Die Bevölkerungsstruktur Deptfords war lange Zeit mit dem Schiffsbau verbunden. Daneben war ein Teil der Einwohner aber auch als Gärtner und Töpfer tätig. In der Zeit, als Deptford Zentrum der Royal Navy war, wurden zahlreiche hochwertige Häuser für die hochqualifizierten Schiffsbauer errichtet. Zur gleichen Zeit wurden Herrenhäuser wie etwa Sayes Court und Stone House erbaut. Die Einwohnerzahl nahm in dem Maß, in dem der Schiffsbau an Bedeutung verlor, ab. Heute ist der nördliche Teil Depfords von leerstehenden Sozialwohnungen geprägt. Zusammen mit New Cross wurde dieser Teil von Journalisten schon als „neues Shoreditch“ gefeiert, eine Hoffnung, die sich bislang nicht erfüllt hat. Der südliche Teil des Stadtteils mit seinen Wohnhäusern im viktorianischen Stil wird von Familien junger Pendler bewohnt. Über die Jahre hat die Zahl vietnamesischer Einwohner zugenommen. Daneben bilden die Studenten des Goldsmiths College, der University of Greenwich und des Trinity College of Music einen Großteil der Bevölkerung Deptfords. Das Studentenwohnheim des Goldsmiths College in der Creek Road wurde 2001 für 79 Millionen Pfund Sterling verkauft, abgerissen und durch das 2003 eröffnete McMillan Student Village ersetzt. Es bietet in 900 Zimmern Raum für die Studenten des Goldsmiths College, der University of Greenwich und des Bellerbys College.

### Klima

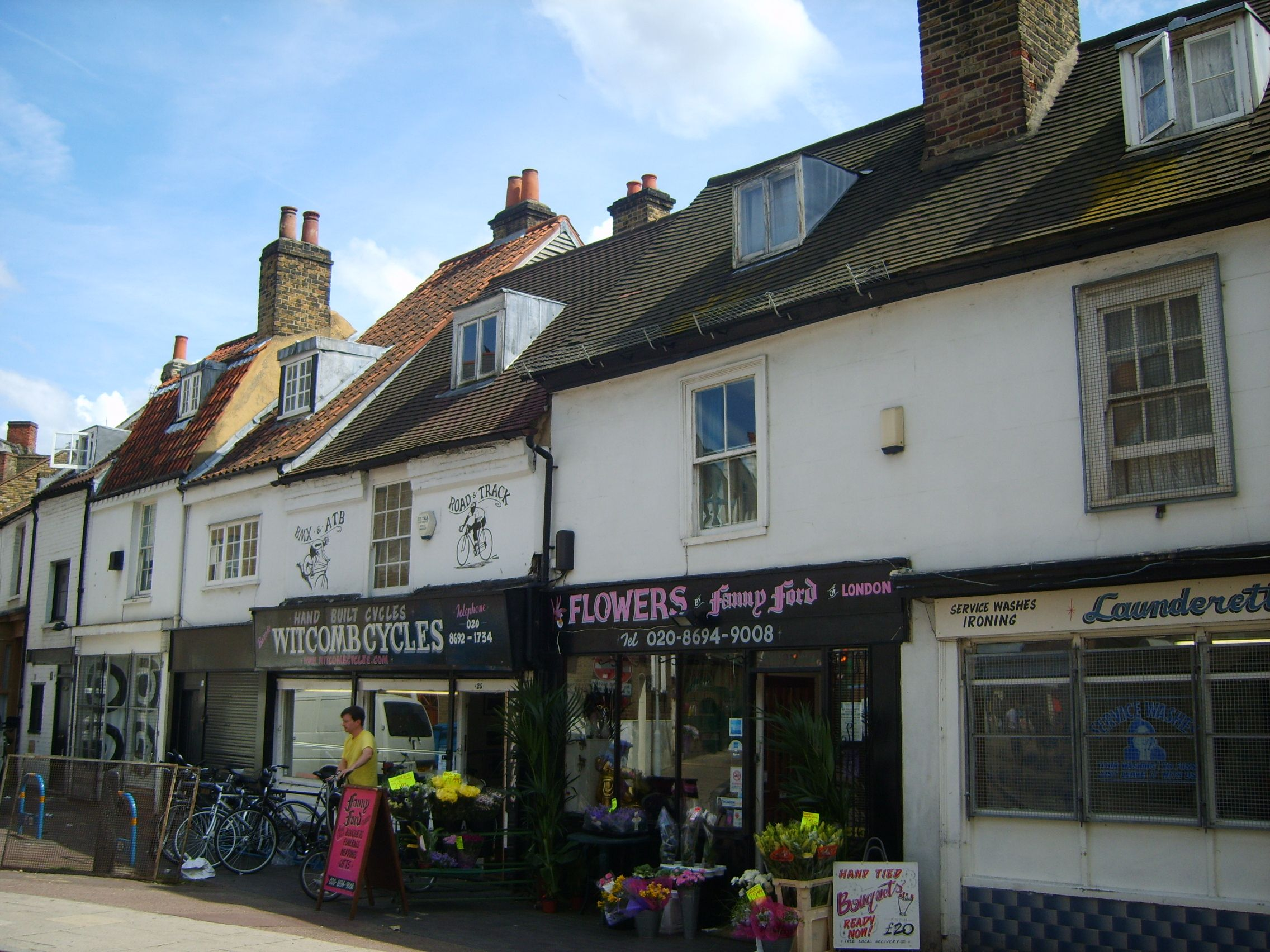
Denkmalgeschützte Gebäude auf dem Tanners Hill in Deptford

|                       | Jan  | Feb  | Mär  | Apr  | Mai  | Jun  | Jul  | Aug  | Sep  | Okt  | Nov  | Dez  |   |       |
| Mittl. Tagesmax. (°C) | 9    | 10   | 12   | 15   | 18   | 21   | 23   | 23   | 20   | 16   | 12   | 9    | ⌀ | 15,7  |
| Mittl. Tagesmin. (°C) | 5    | 5    | 6    | 7    | 10   | 13   | 15   | 15   | 13   | 10   | 7    | 5    | ⌀ | 9,3   |
|                       |      |      |      |      |      |      |      |      |      |      |      |      |   |       |
| Niederschlag (mm)     | 52,2 | 38,9 | 34,7 | 43,3 | 50,5 | 42,7 | 40,7 | 48,4 | 49,4 | 70,8 | 62,8 | 53,2 | Σ | 587,6 |
|                       |      |      |      |      |      |      |      |      |      |      |      |      |   |       |
| Regentage (d)         | 23   | 18   | 19   | 17   | 17   | 15   | 17   | 16   | 16   | 18   | 21   | 20   | Σ | 217   |

| 5 |

| 5 |

| 6 |

| 7 |

| 10 |

| 13 |

| 15 |

| 15 |

| 13 |

| 10 |

| 7 |

| 5 |

| 5 |

| 5 |

| 6 |

| 7 |

| 10 |

| 13 |

| 15 |

| 15 |

| 13 |

| 10 |

| 7 |

| 5 |

| N i e d e r s c h l a g | 52,2 | 38,9 | 34,7 | 43,3 | 50,5 | 42,7 | 40,7 | 48,4 | 49,4 | 70,8 | 62,8 | 53,2 |
|                         | Jan  | Feb  | Mär  | Apr  | Mai  | Jun  | Jul  | Aug  | Sep  | Okt  | Nov  | Dez  |

## Geschichte

### Etymologie
Der Name des Stadtteils leitet sich von einer Furt über den Fluss Ravensbourne ab. Die mittelalterliche Schreibweise Depeford (deutsch: tiefe Furt) bezieht sich auf eine Stelle, an der die Watling Street, eine Römerstraße von London nach Dover, den Fluss überquerte.

### Geschichtliche Entwicklung

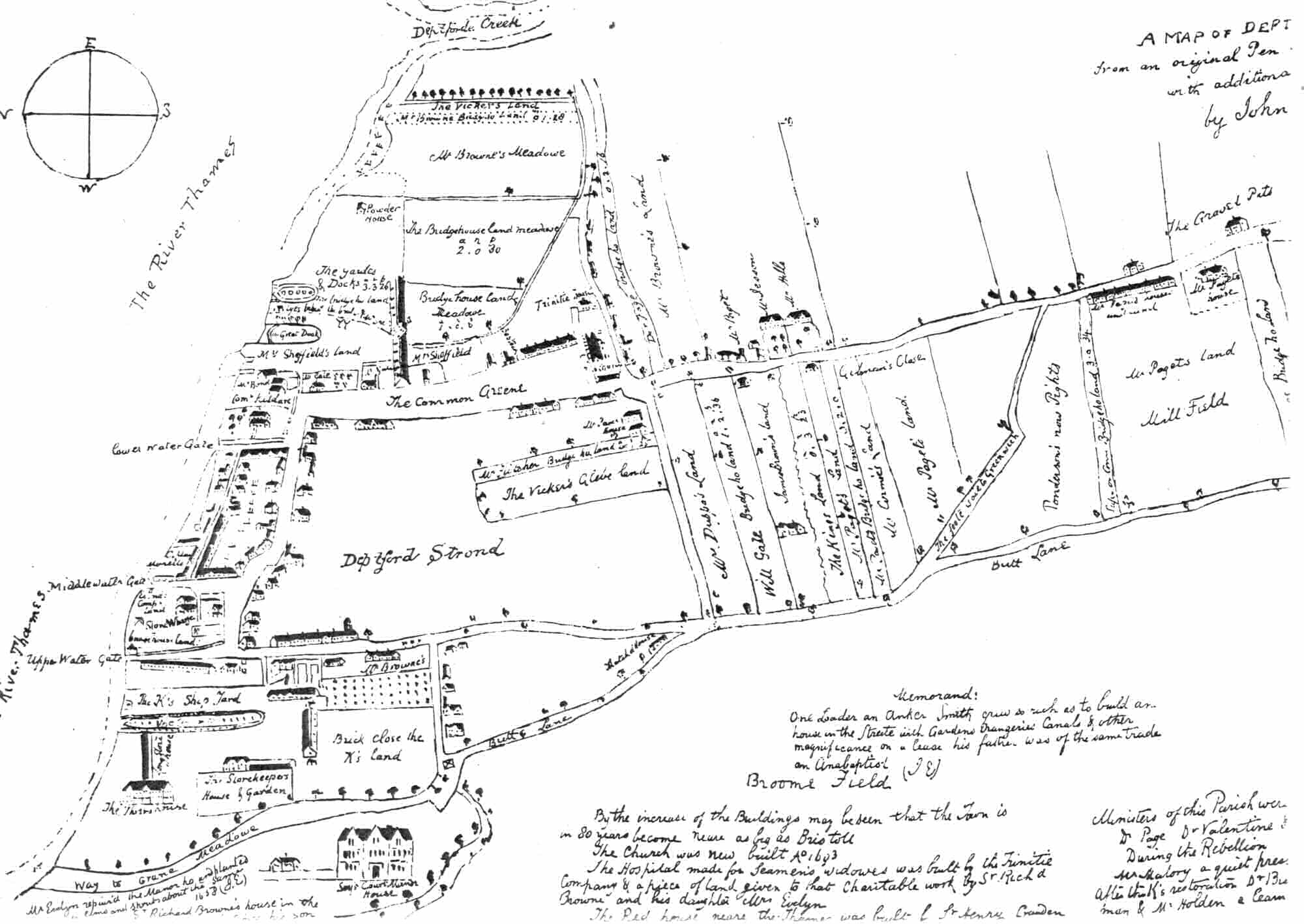
Karte von Deptford aus dem Jahr 1623

Der historische Kern von Deptford liegt in der Nähe des heutigen Bahnhofs Deptford. Aus der hier gelegenen Furt entwickelte sich zunächst eine Holz- und dann eine Steinbrücke. Im Jahr 1497 fand hier die Schlacht von Deptford Bridge statt, in der Rebellen aus Cornwall unter Führung von Michael An Gof auf ihrem Weg
nach London von Truppen Heinrichs VII. geschlagen wurden. Eine zweite Siedlung bildete sich als Fischerdorf am Ufer der Themse, an deren Stelle Heinrich VIII. 1513 mit dem Deptford Dockyard die erste königliche Werft errichten ließ. Im folgenden Jahr wurde in Deptford die Corporation of Trinity House of Deptford Strond gegründet. Diese Behörde, die ihren Sitz seit 1618 in Stepney hat, ist bis heute für die Verwaltung der Leuchtfeuer in England und Wales zuständig. Die beiden Orte waren ursprünglich von Feldern und Gärtnereien getrennt, wuchsen über die Jahre aber zusammen. Die Werft spielte unter Elisabeth I. eine wichtige Rolle. Sie besuchte sie etwa 1581 um Francis Drake zum Ritter zu schlagen. Auch für die Ausweitung des englischen Herrschaftsbereich war Deptford entscheidend. Nicht nur dass von hier zahlreiche Schiffe zu Expeditionen auf allen Weltmeeren aufbrachen, auch unterhielt die Britische Ostindien-Kompanie ab 1607 ein Lager im Hafen der Stadt und baute hier bis Ende des 17. Jahrhunderts ihre eigenen Schiffe. Der Hafen war zudem ein wichtiger Umschlagsplatz im Sklavenhandel. Er wurde beispielsweise von John Hawkins als Basis genutzt und um 1760 wurde Olaudah Equiano, ein Hauptakteur beim Kampf gegen den Sklavenhandel in England, von einem hier vor Anker liegenden Schiff aus verkauft. Ab 1652 lebte der Gartenbauarchitekt John Evelyn in Deptford, wo er einen großen Garten im französischen Stil mit einem kleinen Landhaus anlegt. Nach seinem Wegzug wohnte Zar Peter der Große 1694 während eines dreimonatigen Schiffsbaustudium in diesem Haus. 1728/29 wurde das Haus abgerissen und durch ein Arbeitshaus ersetzt. Die Werft nahm ab dem 18. Jahrhundert stetig an Bedeutung ab. Den immer größer werdenden Schiffen fiel die Navigation auf der Themse zunehmend schwer, sodass sich der Schiffsbau nach Plymouth, Portsmouth und Chatham verlagerte. Nach dem Ende der napoleonischen Kriege 1851 ging auch die Nachfrage nach Kriegsschiffen zurück. Im Jahr 1869 wurde die Werft schließlich geschlossen. Zwischen 1871 und dem Beginn des Ersten Weltkriegs diente das Gebiet der City of London Corporation als Marktplatz für Rinder. Ab 1914 nutzte das War Office das Gelände. Während beider Weltkriege diente es als Depot der United States Army. 2008 kaufte Hutchison Whampoa das Gebiet um hier 3.500 Wohnungen zu errichten. Der Stadtteil sah sich im Laufe des 20. Jahrhunderts erheblichen wirtschaftlichen Schwierigkeiten gegenüber. Mit der gänzlichen Abwanderung der Schiffsindustrie stieg die Arbeitslosigkeit stark an. Ein Teil der Bewohner siedelte deshalb in andere Stadtteile um. Es bestehen umfangreiche Pläne zur städtebaulichen Neugestaltung im Bereich des Flusses.

## Politik
Das Gut Deptford oder West Greenwich wurde von Wilhelm I. auf Gilbert de Magminot, zu diesem Zeitpunkt Bischof von Lisieux, als Dank für dessen Hilfe bei der Verteidigung von Dover Castle übertragen. de Magminot errichtete ein schlossartiges Gebäude, von welchem heute jedoch keine gesicherten Überreste mehr bestehen. Ursprünglich wurde das Stadtgebiet den Pfarreien St Paul und St Nicholas zugerechnet. Ab dem Jahr 1900 gehörte der Stadtteil dann zum Metropolitan Borough of Deptford. Nach dessen Auflösung 1965 wurde er dem London Borough of Lewisham zugeschlagen. Heute wird Deptford im Europaparlament von den Abgeordneten des Wahlkreises London vertreten. Bei den Wahlen zum House of Commons teilt sich das Stadtgebiet in die Wahlkreise Lewisham Deptford und Greenwich and Woolwich. Ersterer wird von Joan Mary Ruddock, letzterer von Nick Raynsford repräsentiert, die beide der Labour Party angehören. Bei den Wahlen zur London Assembly wird Deptford dem Wahlkreis Greenwich and Lewisham zugerechnet, dessen Interessen Len Duvall wahrnimmt.

## Kultur und Sehenswürdigkeiten

### Theater und Museen

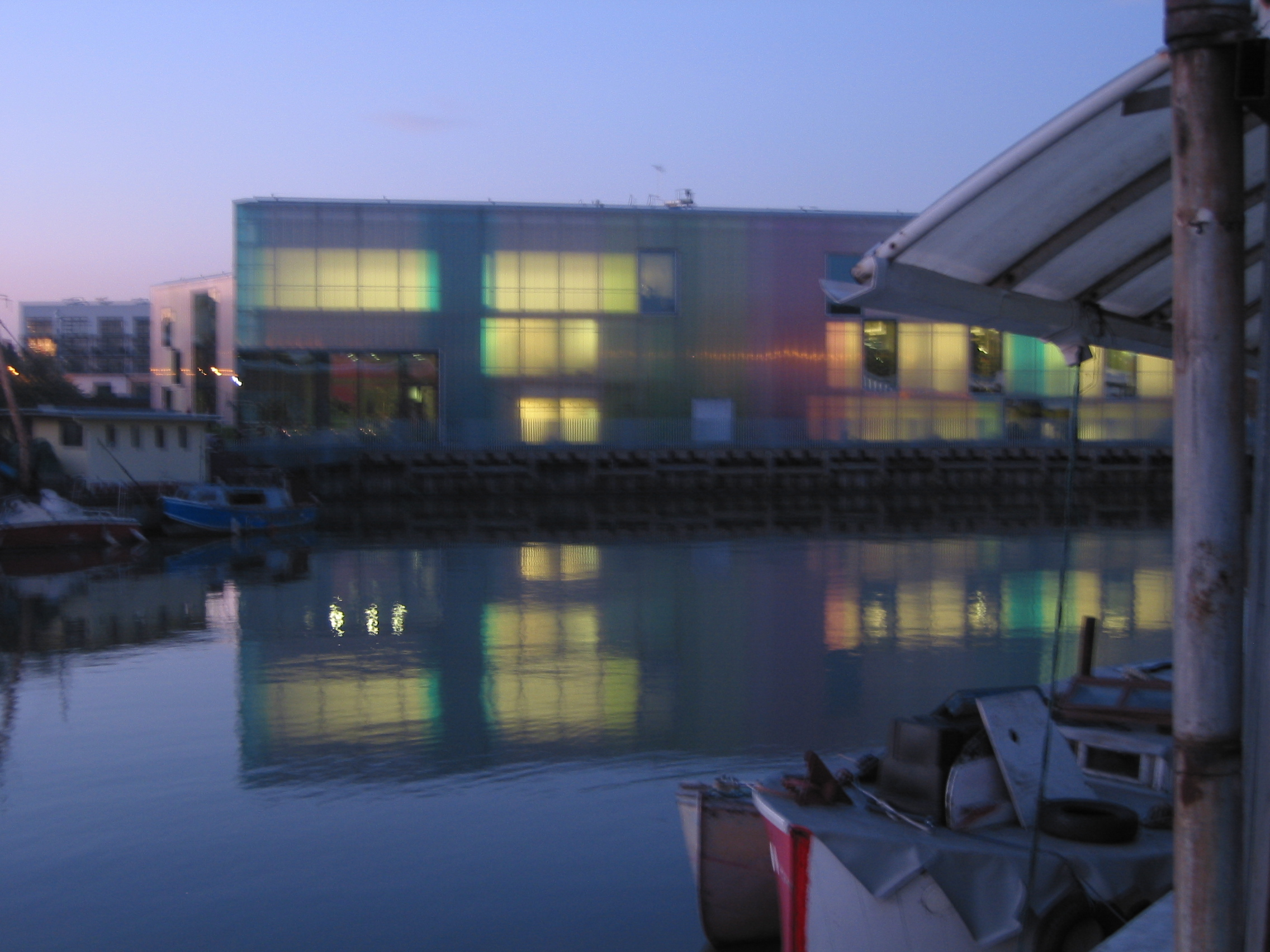
Gebäude des Laban Centre

Die Geschichte des in Deptford gelegenen Albany Theatre geht auf eine Wohltätigkeitsveranstaltung aus dem Jahr 1894. Diese hatte zum Ziel, das kulturelle Leben des Stadtteils zu erweitern. Im Jahr 1898 wurde schließlich der Grundstein für das ursprüngliche Theater in der Creek Street gelegt, Dieses Gebäude brannte indes 1978 aus und wurde 1982 im Douglas Way durch Diana, Princess of Wales wiedereröffnet. Heute werden dort regelmäßig Konzerte abgehalten.
Ebenfalls auf dem Stadtgebiet Deptfords befinden sich Ateliers die durch den Art in Perpetuity Trust unterhalten und von verschiedenen Künstlern genutzt werden.

### Musik
Deptford ist einem größeren Publikum durch die Rock-Against-Racism-Konzerte bekannt, die insgesamt 15 mal im Albany Theatre stattfanden. Daneben hat Deptford seit den 1970er-Jahren mit Deptford Fun City Records ein eigenes Musiklabel. Dieses wurde von Miles Copeland III gegründet und brachte unter anderem Bands wie Alternative TV und Squeeze hervor. Das Leban Dance Center befindet sich ebenfalls in Deptford. Es wurde 2003 von den Schweizer Architekten Jacques Herzog und Pierre de Meuron erbaut. In den Pubs auf dem Stadtgebiet treten zudem häufig lokale Bands und Sänger auf.

### Bauwerke

#### Deptford Dockyard

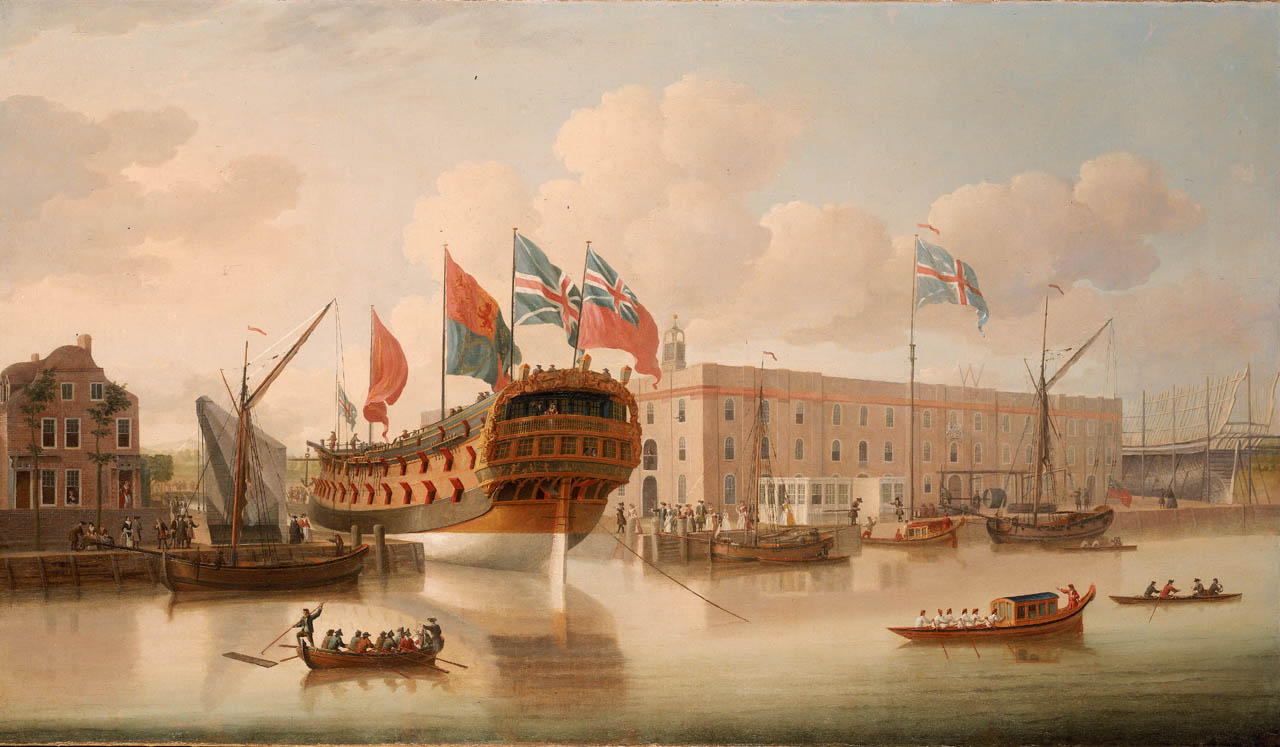
Gemälde der Deptford Dockyard aus dem Jahr 1747

Die Deptford Dockyard wurde 1513 durch Heinrich VIII. als erste königliche Werft eröffnet, um Schiffe für die Royal Navy zu bauen. Nachdem die Werft 1869 geschlossen worden war, stand das Gelände zwischen 1932 und 2008 im Eigentum von News International. Heute werden auf dem Gelände Eigentumswohnungen gebaut.

#### Kirchen
Die älteste Kirche auf dem Stadtgebiet ist die St Nicholas' Church. Sie wurde ursprünglich im 14. Jahrhundert erbaut. Das heutige Kirchengebäude stammt indes aus dem 17. Jahrhundert.
Die St. Luke's Church wurde 1870 erbaut und beherbergt die Tochtergemeinde von St Nicholas. Zwischen 1712 und 1730 wurde die Paulskirche von Deptford errichtet. Das auf einen Entwurf des Architekten Thomas Archer, eines Schülers von Christopher Wren, zurückgehende Gebäude wurde mit dem Ziel errichtet, den Nationalstolz der Bevölkerung Londons zu stärken und sie vom Auswandern in die Neue Welt abzuhalten.

#### Sonstige
Der Bahnhof Deptford gilt als einer der ältesten Vorstadtbahnhöfe weltweit. Er wurde zwischen 1836 und 1838 errichtet und war Teil der ersten innerstädtischen Bahnverbindung im Stadtgebiet Londons, der London and Greenwich Railway.
Unweit des Deptford Creek befindet sich ein, im viktorianischen Stil errichtetes Pumpwerk. Dieses wurde 1864 als Teil des Londoner Abwassersystems von Joseph Bazalgette entworfen.
Das Kraftwerk Deptford wurde von Sebastian Ziani de Ferranti erbaut, war von 1891 bis 1983 in Betrieb und galt bei seiner Inbetriebnahme als das größte Kraftwerk weltweit.

### Grünflächen und Naherholung
Die Naherholung des Stadtteils ist über mehrere Grünflächen sichergestellt. Die größten sind der Brookmill Park, der Deptford Park, der Ferranti Park, Pepys Park und der Sayes Court Park. Das Gebiet des heutigen Deptford Parks stand ursprünglich im Eigentum von William John Evelyn, einem Nachfahren von John Evelyn. Er verkaufte das Land, das zu dieser Zeit noch von Gärtnern genutzt wurde, unter Marktwert an das London County Council. Nach der gartenbaulichen Umwandlung wurde hier am 7. Juni 1897 der Deptford Park für die Öffentlichkeit zugänglich gemacht.

### Regelmäßige Veranstaltungen
Jeden Mittwoch, Freitag und Samstag findet in der Deptford High Street der Deptford Market statt. Zwischen 7 und 16 Uhr werden dort Lebensmittel, Antiquitäten und Kleidung verkauft.

## Wirtschaft und Infrastruktur

### Unternehmen
Neben Unternehmen der Schiffsbaubranche war Deptford lange Zeit ein Zentrum englischer Automobilindustrie. So wurde die Thames Ironworks and Shipbuilding and Engineering Company in Deptford gegründet, verlegte nach einem Brand, bei dem nahezu alle Betriebsgebäude zerstört wurden, ihren Hauptsitz 1838 jedoch an den Orchard Place in Blackwall. Ab 1901 produzierte die Firma H. & S. Norfolk Company unter dem Markennamen Comet sowohl Autos als auch Motorräder in Deptford. Der Betrieb wurde jedoch bereits 1905 wieder eingestellt.

### Bildung
Auf dem Stadtgebiet von Deptford befinden sich mehrere Grundschulen und mit der Deptford Green School eine weiterführende Schule. Auch unterhält des Trinity College of Music einen Campus in Deptford.

### Verkehr

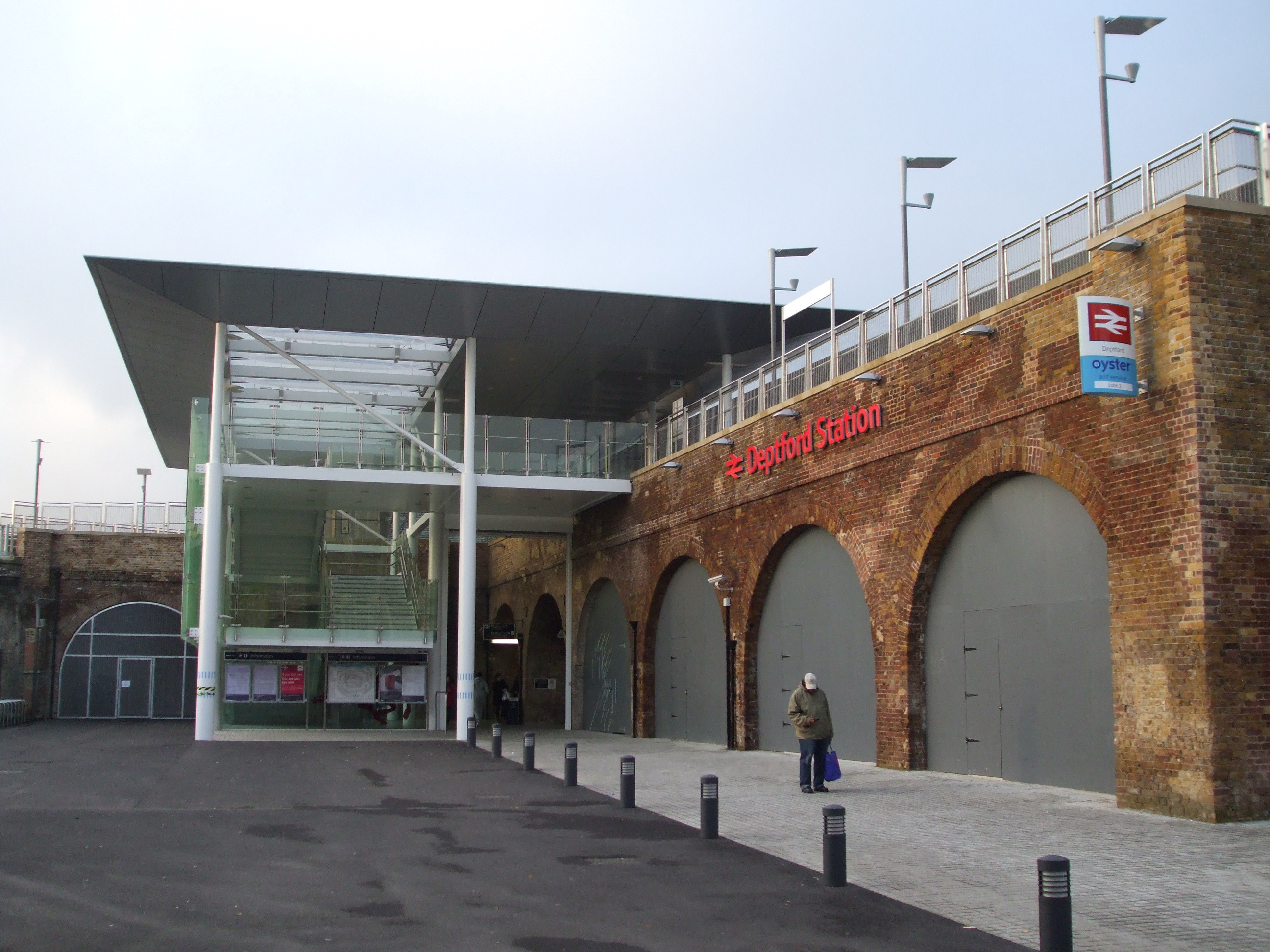
Eingang des Bahnhofs Deptford

Der Stadtteil ist über den Bahnhof Deptford an das Netz der National Rail angeschlossen. Von dort verkehren Züge der Bahngesellschaft Southeastern auf der Strecke der Greenwich Line zum Bahnhof London Cannon Street und nach Charlton. Der Bahnhof Deptford Bridge stellt den Anschluss an die Docklands Light Railway her. Die Hauptverkehrsstraßen im Stadtgebiet sind die A200 die Deptford mit Greenwich und der Londoner Innenstadt verbindet und die A2, die von London nach Dover führt.

## Persönlichkeiten

### Söhne und Töchter der Stadt
- Jonathan Goddard (1617–1675), Arzt, Gründungsmitglied der Royal Society
- Lawrence Rooke (1622–1662), Astronom, Mitinitiator der Royal Society
- William Purcell (1762–1834), Seemann
- Matthew Henry Barker (1790–1846), Schriftsteller
- Henry Courtney Selous (1803–1890), Maler
- George Julian Harney (1817–1897), Politiker
- Thomas Nelson Maclean (1845–1894), Bildhauer
- Jeanne Schmahl (1846–1915), französische Feministin
- Percival Christopher Wren (1875–1941), Schriftsteller
- George Mills (1908–1970), Fußballspieler
- Bill Wedderburn, Baron Wedderburn of Charlton (1927–2012), Politiker
- James Blake (* 1988), Musiker
- Jeremy Ngakia (* 2000), Fußballspieler
- Russ Millions (* 1996), Musiker

### Mit Deptford verbundene Personen
- Christopher Marlowe (1564–1593), Dichter, wurde in Deptford ermordet.
- John Evelyn (1620–1706), Architekt, ließ sich 1652 in Deptford nieder.
- Sir Francis Drake, Entdecker, wurde auf der Werft von Deptford zum Ritter geschlagen.

## Trivia
Der wohl bekannteste Kriminalroman von Edgar Wallace, Der Hexer (im Original: The gaunt stranger), spielt in einem fiktiven Armenviertel namens "Flanders Lane" in Deptford.